# Dhegiha jezici
Dhegiha jezici (privatni kod: dheg; isto i Dhegihan; Cegiha), naziv za skupinu indijanskih jezika koji su se nekoć govorili na prerijama Sjeverne Amerike, a danas po raznim rezervatima u SAD-u i Oklahomi. Dhegiha jezici klasificiraj use široj skupini Mississippi Valley i u prave siouan jezike. Ime su dobili po plemenima Dhegiha koja njima govore. Predstavnici su :
- Kansa [ksk], 19 (1990 popis), 74 etničkih Kansa (2000 popis).
- Omaha-Ponca [oma], 85 govornika (1986 SIL) ali samo 25 tečnih; etnička populacija 365 Omaha i 163 Ponca (2000 US popis).
- Osage [osa], 5 (1992 M. Krauss); etničkih 15.000 (1997 C. Quintero); 249 (2000 US popis).
- Quapaw [qua], 34 (1990 popis). Etničkih 159 Quapawa (2000 popis).

## Vanjske poveznice
- Ethnologue (14th)
- Ethnologue (15th)